# Вулиця Крушельницької (Львів)
Ву́лиця Соломі́ї Крушельни́цької — вулиця у Галицькому районі міста Львова, неподалік від історичного центру. Сполучає вулицю Словацького з вулицями Каменярів та Матейка.

## Історія та назва
Прокладена 1878 року на місці складів дерева, які розташовувались на межі Єзуїтського парку (нині парк імені Івана Франка). Урочисто відкрита 1880 року. Початково названа на честь Юзефа Крашевського — популярного на той час польського письменника. Крашевський гостював у Львові 1867 року і на його честь було влаштовано урочистий бенкет у ресторані у вищезгаданому Єзуїтському парку. У листопаді 1941 року під час німецької окупації вулицю перейменовано на Шталльштрассе. В липні 1944 повернено стару назву — Крашевського, а у 1950 році названо на честь Миколи Чернишевського, російського публіциста і письменника. 1993 року названа на честь відомої української співачки Соломії Крушельницької, котра мешкала тут упродовж 1903—1939 років у власному будинку.

## Забудова
Будинки на вулиці Крушельницької мають лише непарну нумерацію, за винятком — будинку № 2, що розташований посеред парку імені Івана Франка. До середини 1980-х років на території парку діяв дерев'яний кінотеатр «Парк», збудований ще під час війни. Наприкінці 1980-х років, через свій аварійний стан, будівля кінотеатру була розібрана.
В забудові вулиці Крушельницької присутні історизм та сецесія. Будинки внесені до Реєстру пам'яток архітектури місцевого значення.
№ 1 — колишній прибутковий будинок Яна та Лаури Фрід, на розі із вулицею Словацького, збудований 1883—1884 роках в стилі історизму за проєктом архітектора Альфреда Каменобродського. Автор алегоричних скульптур-каріатид на фасаді — Леонард Марконі. За Польщі тут містився офіс вищої гірничої ради. Будинок внесений до Реєстру пам'яток архітектури місцевого значення під охоронним № 734-м. 
№ 3 — будинок збудований як прибутковий у 1895—1896 роках за проєктом архітектора Альфреда Каменобродського. На початку XX століття був у власності Ядвіги Черняковської. Будинок внесений до Реєстру пам'яток архітектури місцевого значення під охоронним № 377-м.
№ 5 — будинок споруджений за проєктом архітектора Анджея Ґоломба у 1893 році. За Польщі тут містилася друга дільниця судових виконавців львівського міського суду. Будинок внесений до Реєстру пам'яток архітектури місцевого значення під охоронним № 378-м.
№ 7 — житловий будинок, внесений до Реєстру пам'яток архітектури місцевого значення під охоронним № 379-м.
№ 9 — триповерхова чиншова кам'яниця, споруджена у 1891—1892 роках за проєктом архітектора Міхала Ковальчука для адвоката Владислава Балько та його дружини Ванди Марії Балько. Нині використовується переважно як житловий будинок, частину приміщень займає дошкільний навчальний заклад № 25. Будинок внесений до Реєстру пам'яток архітектури місцевого значення під охоронним № 1081-м.
№ 11 — будинок зведений у 1890—1891 роках за спільним проєктом архітекторів Людвіка Балдвіна-Рамулта та Юліана Цибульського як прибутковий будинок Адольфа Барона. Будинок внесений до Реєстру пам'яток архітектури місцевого значення під охоронним № 1082-м.
№ 13 — будинок, збудований у 1881—1882 роках для Вацлава Брейтера за проєктом архітектора Альфреда Каменобродського у стилі неоренесансу. У 1928—1932 роках будинок належав Софії Пайонк. Наприкінці 1940-х років в будинку містилася міжобласна контора «Укрглавм'ясомолснабу». Нині в одному з приміщень першого поверху міститься стоматологічна клініка. Будинок внесений до Реєстру пам'яток архітектури місцевого значення під охоронним № 1083-м.
№ 15 — прибутковий будинок збудований у 1882—1883 роках у стилі неоренесансу за проєктом архітектора Альбіна Загурського. Автор скульптурного оздоблення і співавтор архітектурного проєкту — скульптор Леонард Марконі. Будинок внесений до Реєстру пам'яток архітектури місцевого значення під охоронним № 1084-м.
№ 17 — будинок збудований 1882—1883 для Владислава Ріґера за проєктом архітектора Зигмунта Кендзерського. Леонард Марконі є автором чотирьох алегоричних скульптур та співавтором архітектурного проєкту. З 1898 року будинок належав князеві Адамові Любомирському. Наприкінці 1940-х років в будинку містилася президія львівської обласної колегії адвокатів. Нині у будинку міститься Львівська обласна організація Національної спілки письменників України. Будинок внесений до Реєстру пам'яток архітектури місцевого значення під охоронним № 1408-м.
№ 19 — у цьому будинку до 1939 року мешкав український громадсько-політичний діяч, адвокат Володимир Старосольський. Тут також мешкав український письменник Роман Лубківський, в пам'ять про це у серпні 2016 року на фасаді встановлено меморіальну таблицю. Будинок внесений до Реєстру пам'яток архітектури місцевого значення під  охоронним № 1085-м.
№ 19а — житловий багатоквартирний будинок, збудований у 1892–1894 роках за проєктом архітектора Альфреда Каменобродського. Нині на 1-му поверсі розташований офіс громадської організації «Союз Поляків „Білий Орел“». Будинок внесений до Реєстру пам'яток архітектури місцевого значення під охоронним № 1086-м.
№ 21 — будинок Владислава і Камілли Ріґерів, збудованний у 1877—1878 роках за проєктом архітектора Зигмунта Кендзерського, скульптор і співавтор проєкту — Леонард Марконі. Будинок внесений до Реєстру пам'яток архітектури місцевого значення під охоронним № 1087-м.
№ 23 — будинок, споруджений у 1884 році за проєктом архітектора Якуба Кроха. Фасад прикрашений алегоричними статуями «Скульптури» і «Музики» авторства Леонарда Марконі. 1903 року придбаний українською співачкою Соломією Крушельницькою та перебував у її власності до 1939 року, коли їй було залишено чотирикімнатну квартиру на другому поверсі. 1978 року на фасаді розміщено меморіальну таблицю, присвячену Крушельницькій, авторства Еммануїла Миська, відлиту на Львівській експериментальній кераміко-скульптурній фабриці. У 1989 році на другому поверсі відкрито Музично-меморіальний музей Соломії Крушельницької у Львові. 23 вересня 2008 року будинок внесено до переліку памʼяток культурної спадщини, що не підлягають приватизації. На початку XX століття тут мешкав архітектор Ян Тарчалович, а перед початком другої світової війни — львівський інженер, архітектор Мечислав Штадлер. Будинок внесений до Реєстру пам'яток архітектури місцевого значення під охоронним № 1088-м.
№ 25 — будинок збудований 1876 року. Упродовж 1878—1879 років тут мешкав Іван Франко. У цих же роках видавався часопис «Громадський друг». 1978 року на будинку встановлена меморіальна таблиця Іванові Франкові (автори — скульптор Микола Посікіра, архітектор Богдан Черкес). Будинок внесений до Реєстру пам'яток архітектури місцевого значення під охоронним № 1089-м.

## Цікавий факт
Упродовж 1944—1993 років у Львові вже була вулиця Соломії Крушельницької у місцевості Снопків, але перейменована 1993 року на вулицю Турецьку, натомість вулиця Чернишевського, що неподалік історичного центру перейменована того ж року на вулицю Соломії Крушельницької.